# فرپورت (کانزاس)
فرپورت (به انگلیسی: Fairport) یک منطقهٔ مسکونی در ایالات متحده آمریکا است که در شهرستان راسل، کانزاس واقع شده‌است. فرپورت ۵۱۳٫۹ متر بالاتر از سطح دریا واقع شده‌است.